# André Thomas Rouault
Pour les articles homonymes, voir Rouault.
André Thomas Rouault, dit aussi André Thomas R.L.T. (né André Charles Eugène Thomas à Malakoff le 2 septembre 1899 et mort à Menton le 20 mars 1982), est un peintre français.

## Biographie
André Thomas Rouault est le neveu du peintre Georges Rouault qui le persuadera de ne plus utiliser le nom de Rouault pour qu'il n'y ait pas de confusion entre les deux.
Il est colauréat du prix Abd-el-Tif en 1927. Il peint beaucoup au Maroc et en Algérie.